# Воровский сельсовет
Воровский сельсовет — упразднённая административно-территориальная единица, существовавшая на территории Коробовского района Московской области до 1954 года. Административным центром была деревня Ворово.

## История
В 1923 году Воровский сельсовет входил в состав Дмитровской волости Егорьевского уезда Московской губернии.
На 1 января 1927 года в состав Воровского сельсовета входили деревни Ворово и Тупицыно.
В ходе реформы административно-территориального деления СССР в 1929 году Горский сельсовет вошёл в состав Дмитровского района Орехово-Зуевского округа Московской области. В 1930 году округа были упразднены, а Дмитровский район переименован в Коробовский.
В 1936 году в состав сельсовета вошла деревня Спирино упразднённого Спиринского сельсовета.
В 1954 году Воровский сельсовет был присоединён к Шараповскому сельсовету.